# Estación de Huéneja-Dólar
Huéneja-Dólar es una estación de ferrocarril situada en el municipio español de Huéneja, aunque también da servicio al municipio de Dólar, ambos situados en la provincia de Granada. En el pasado constituyó un nudo ferroviario que permitía enlazar las minas del Marquesado con la red general. Actualmente no dispone de servicio de viajeros, aunque puede ser utilizada como apartadero para efectuar cruces entre trenes de viajeros y de mercancías.

## Situación ferroviaria
La estación forma parte del trazado de las siguientes líneas férreas:
- Línea férrea de ancho ibérico Linares Baeza-Almería, punto kilométrico 170,981.[2]
- Línea férrea de ancho ibérico Huéneja Dólar-Minas del Marquesado, punto kilométrico 0,000.[3]

Las instalaciones están situadas a 1127 metros sobre el nivel del mar, siendo Huéneja-Dólar la estación a mayor altitud de toda la línea.

## Historia
La estación fue construida por la Compañía de los Caminos de Hierro del Sur de España como parte del línea Linares-Almería, que para 1899 ya se encontraba operativa. En 1916 fue inaugurado un ramal ferroviario que partía desde esta estación y llegaba hasta las cercanas minas del Marquesado. Esto incrementó la importancia de la estación, que desde ese momento se convirtió en una bifurcación ferroviaria. Además, cumplía funciones de apartadero de material ferroviario y formación de los trenes mineros que partían hacia el puerto de Almería. En 1929 las instalaciones pasaron a manos de la Compañía de los Ferrocarriles Andaluces, empresa que desde 1916 ya venía gestionando las líneas e infraestructuras de «Sur de España».  
En 1941, con la nacionalización de los ferrocarriles de ancho ibérico, las instalaciones pasaron a manos de la recién creada RENFE. Con el paso de los años en torno a la estación se fue formando un núcleo de población, dependiente del municipio de Huéneja, que para 1950 tenía un censo de 107 habitantes. A lo largo de su historia el tráfico de mercancías procedente de las mminas del Marquesado tuvo un gran peso en la actividad de la estación, que desde Huéneja-Dólar enlazaban con la línea general hasta el puerto de Almería. A finales de la década de 1980 se electrificó el trazado para permitir la circulación de convoyes más pesados —que solo podían ser tirados por locomotoras eléctricas—. No obstante, en la década de 1990 cerraron las minas, lo que marcó el declive de las instalaciones de Huéneja-Dólar.
Desde el 1 de enero de 2005, con la división de RENFE en Renfe Operadora y Adif, esta última es la titular de las instalaciones.

## Instalaciones

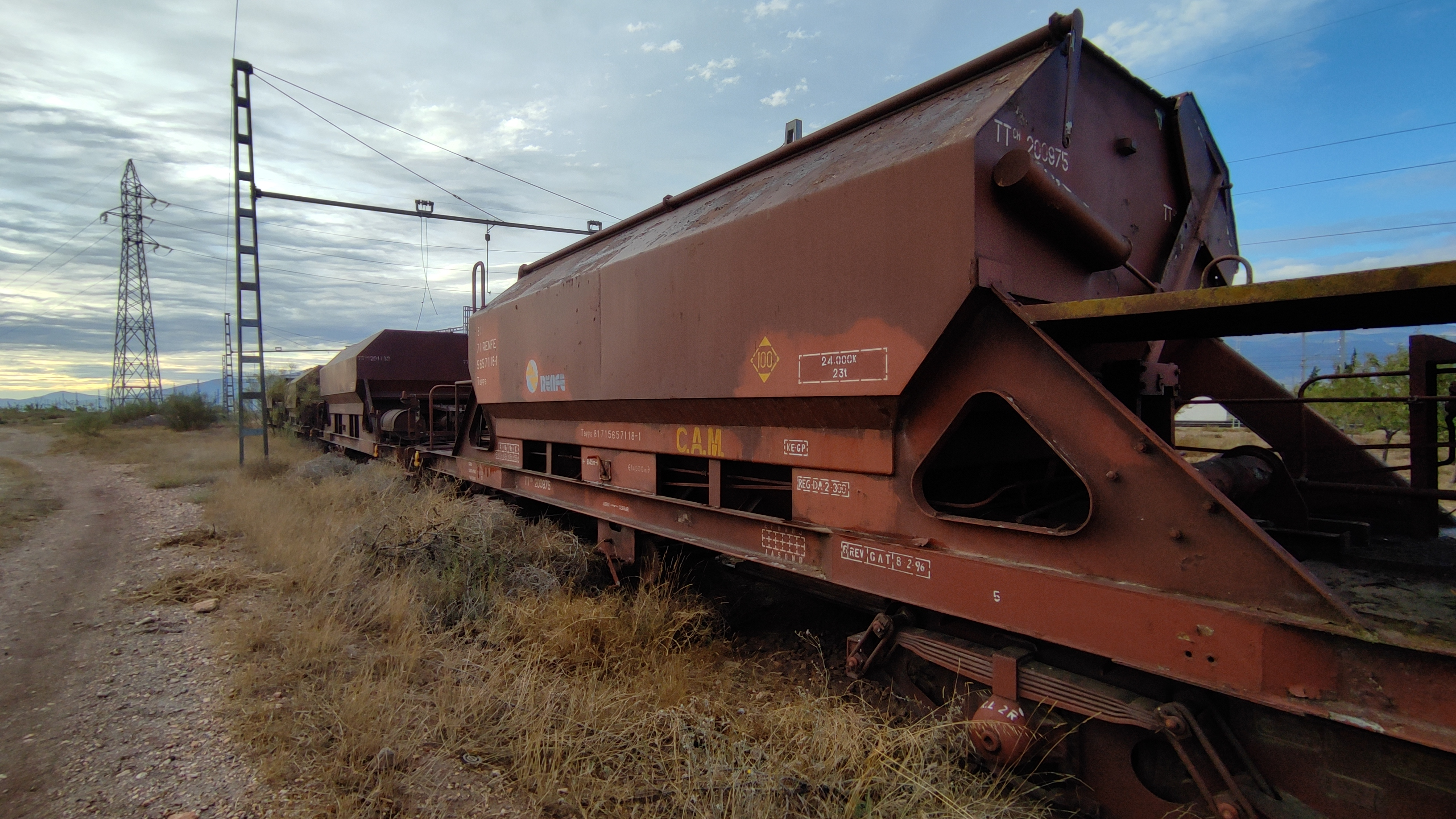
Tolvas de mineral apartados en la estación de Huéneja-Dólar.

La estación consta de un edificio de viajeros, de carácter histórico, y de un gabinete de circulación situado al lado de este. En el pasado las instalaciones eran utilizadas para la clasificación y formación de trenes mineros, debido a lo cual Huéneja-Dólar dispone de una espaciosa playa de maniobras formada por hasta 8 vías. De estas, una corresponde a la vía general, cuatro son de sobrepaso y varias más son vías muertas. Existen asimismo dos andenes de pasajeros, uno central y uno lateral.
Dentro del recinto ferroviario también se encuentra una subestación eléctrica, estando sus instalaciones enlazadas por una vía de apartadero.